# Woodworth (Dakota du Nord)
Pour les articles homonymes, voir Woodworth.
La ville américaine de Woodworth est située dans le comté de Stutsman, dans l’État du Dakota du Nord. Lors du recensement de 2010, sa population s’élevait à 50 habitants.

## Histoire
Woodworth a été fondée en 1911.

## Démographie
| 1920 | 1930 | 1940 | 1950 | 1960 | 1970 |
| ---- | ---- | ---- | ---- | ---- | ---- |
| 297  | 261  | 203  | 238  | 218  | 139  |

| 1980 | 1990 | 2000 | 2010 | - | - |
| ---- | ---- | ---- | ---- | - | - |
| 137  | 102  | 80   | 50   | - | - |

## Source
- (en) Cet article est partiellement ou en totalité issu de l’article de Wikipédia en anglais intitulé « Woodworth North Dakota » (voir la liste des auteurs).